# Didemnum epikelp
Didemnum epikelp är en sjöpungsart som beskrevs av Monniot 200. Didemnum epikelp ingår i släktet Didemnum och familjen Didemnidae. Inga underarter finns listade i Catalogue of Life.